# Fadila Laanan
Pour les articles homonymes, voir Laanan.
Fadila Laanan, née de parents marocains naturalisés belges le 29 juillet 1967 à Schaerbeek (Bruxelles, Belgique), est une femme politique belge de langue française. Elle est licenciée en droit et spécialisée en droit public et administratif de l'Université libre de Bruxelles (1993). Engagée dans le Parti socialiste, elle est plusieurs fois ministre au sein du gouvernement de la Communauté française de 2004 à 2014, puis secrétaire d'État au sein du gouvernement de la région de Bruxelles-Capitale, de 2014 à 2019. Depuis le 18 juillet 2019, elle exerce la fonction de députée au Parlement bruxellois. 

## Biographie
Fadila Laanan est issue d'une famille rifaine originaire de Beni Sidel, un village du Rif marocain (près de Nador). Dans les années 1940, ils ont émigré en Algérie avant d'aller s'installer en Belgique en 1964. 
Née le 29 juillet 1967 à Schaerbeek, Fadila Laanan passe son enfance à Molenbeek-Saint-Jean, avec ses trois frères et ses trois sœurs. Elle milite dès 18 ans à la maison de jeunes « Jeunesse maghrébine » et en devient présidente. 
Fadila Laanan étudie le droit public et administratif à l'Université libre de Bruxelles.
Le 28 janvier 2014, elle est nommée officier de la Légion d’honneur par la République française.  Elle reçoit la décoration des mains de la ministre française Yamina Benguigui.

### Carrière politique

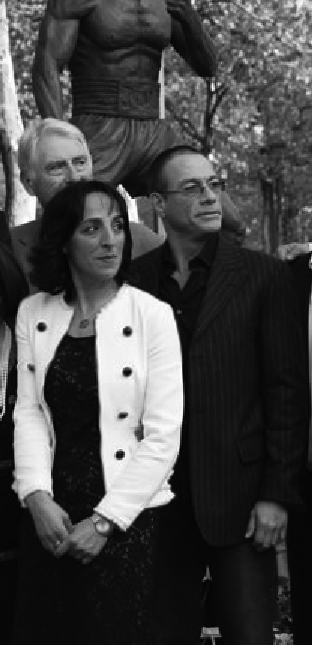
La Ministre Fadila Laanan et Jean-Claude Van Damme, devant une statue de l'acteur, à Anderlecht.

Elle devient membre du Parti socialiste belge francophone en 1993. Entre 1993 et 1995 , elle est conseillère au Cabinet du Ministre de la Culture, des Sports et du Budget Éric Tomas puis entre 1995 et 1997, elle devient conseillère au Cabinet du Ministre de la Culture et de l'Éducation permanente Charles Picqué.
Entre 1997 et 2001, conseillère au Conseil supérieur de l'audiovisuel
En 2000, elle est candidate élue aux élections communales à Anderlecht, devient chef de groupe PS au conseil de police de la Zone Midi (Anderlecht, Forest, Saint-Gilles)
En 2004, elle devient Ministre de la Culture , de l'Audiovisuel et de la Jeunesse au Gouvernement de la Communauté française de Belgique. Elle est réélue aux élections communales à Anderlecht, reconduite au conseil de police de la Zone Midi (Anderlecht , Forest , Saint-Gilles) en 2006. 
Elle est réélue aux élections régionales bruxelloises en 2009, elle est nommée le 16 juillet 2009 Ministre de la Culture, de l'Audiovisuel, de la Santé et de l'Égalité des chances.
Entre 2014  et 2019, elle est secrétaire d'État à la Région de Bruxelles-Capitale , chargée:
- de la Collecte et du Traitement des Déchets (compétence déléguée par le Ministre-Président Rudi Vervoort)
- de la Recherche scientifique (compétence déléguée par le Ministre-Président Rudi Vervoort)
- des Infrastructures sportives communales (compétence déléguée par le Ministre-Président Rudi Vervoort)
- de la Fonction publique.

Entre 2014 et 2019, elle est Ministre-Présidente du Collège de la Commission communautaire française (Cocof), chargée  : 
- du Budget
- de l'Enseignement
- du Transport scolaire
- de l'Accueil de l'enfance
- du Sport
- de la Culture.

## Conflit avec Xavier Canonne
À partir de 2012, un conflit médiatisé autour des financements de la culture oppose la ministre Fadila Laanan à Xavier Canonne, directeur du musée de la photographie à Charleroi,,,,. Selon lui, la Ministre privilégie l'« événementiel » au « travail de fond des musées, qui se fait sur la durée ».

## Distinction
Par arrêté royal du 1er septembre 2024, paru au Moniteur belge du 13 décembre 2024, elle a été nommée Grand-Croix de l'ordre de Léopold II.